# Agrias breviocellata
Agrias breviocellata är en fjärilsart som beskrevs av Peter William Michael 1930. Agrias breviocellata ingår i släktet Agrias och familjen praktfjärilar. Inga underarter finns listade i Catalogue of Life.